# سروایور سریز (۲۰۱۳)
سروایور سریز (به انگلیسی: Survivor Series) یک رویداد غیر رایگان (Pay-Per-View) در کشتی حرفه‌ای می‌باشد که توسط کمپانی دبلیو دبلیو ای تهیه می‌شود و این دوره‌اش هم در ۲۴ نوامبر ۲۰۱۳ در مجموعه ورزشی تی‌دی گاردن شهر بوستون ایالت ماساچوست برگزار شد. سروایور سریز بیست و هفتمین سروایور سریز سالانه و یازدهمین پی-پر-ویو ۲۰۱۳ بود.

## زمینه‌سازی
سروایور سریز شامل مسابقاتی بین دشمنی‌های موجود، ماجراهای پیش آمده و استوری‌هایی خواهد بود که پیش از این در برنامه‌های راو یا اسمک داون پخش شده بود. کشتی‌گیرها با توجه به مسابقات یا سری اتفاقاتی که برایشان رخ می‌دهد و تنش را به حد اکثر می‌رساند، نقش منفی یا قهرمان به خود می‌گیرند.</ref>
دشمنی اصلی بین رندی اورتِن و بیگ شو بر سر کمربند قهرمانی اورتِن بود. بیگ شو از زمان بازگشتش از مصدومیتی که در اواسط آگوست پیدا کرده بود، بارها از رژیم تریپل اچ و استفنی مک‌ماهون و بدرفتاری آن‌ها با چندین نفر از ستارگان کمپانی انتقاد کرده بود، به خصوص رفتارشان در قبال دنیل بر این که باعث شدند تا او مقابل روءسای کمپانی قرار گیرد. طی ماه سپتامبر، بیگ شو بارها توسط تریپل اچ و استفنی مک‌ماهون تحقیر شد به این صورت که آن‌ها مجبورش می‌کردند که یا دیگر ستارگان کمپانی را ناک اَوت کند یا خودش اخراج شود. در رزمگاه، بیگ شو در مسابقه قهرمانی دبلیودبلیوئی بین رندی اورتن و دنیل براین دخالت کرد تا مسابقه بدون برنده پایان یابد. شب بعد در راو استفنی مک‌ماهون او را اخراج کرد اما در همان شب، بیگ شو در مقابل حمله گروه شیلد از خود دفاع کرد و سرانجام تریپل اچ را ناک اَوت کرد. بعد از آن هم بیگ شو در هفته‌های بعد ظاهر شد و به دنیل بر این کمک کرد، جنرال منیجر راو یعنی برَد مَداکس را ناک اَوت کرد و باعث شد گروه شیلد عنوان تگ تیم خود را از دست بدهند. در هفته‌های بعد اعلام شد که بیگ شو مشغول تنظیم یک شکایتنامه علیه کمپانی است مبنی براینکه اخراج وی غیرقانونی و خلاف قراردادش بوده‌است و همین‌طور بخاطر کارهایی که استفنی او را مجبور به انجامشان می‌کرد. در قسمت ۴ نوامبر راو، او شغلش در دبلیودبلیوئی را پس گرفت و به تریپل اچ گفت تنها در صورتی به پیگیری پرونده خاتمه می‌دهد که یک مسابقه قهرمانی دبلیودبلیوئی در مقابل رندی اورتن در سروایور سریز داشته باشد. تریپل اچ هم علی‌رغم میل باطنی خود، این پیشنهاد را پذیرفت و آن را رسمی‌کرد. در قسمت ۱۸ نوامبر ۲۰۱۳ راو، بعد از اینکه بیگ شو، رایبک را شکست داد رندی اورتن به قصد حمله از پشت به طرف او آمد اما درعوض، شو به سمت او شیرجه رفت (به او اسپیِر زد). در همان شب تریپل اچ و استفنی مک‌ماهون به اورتن گفتند او در سروایور سریز هیچ کمکی نخواهد داشت، هیچ مسئولی تخطی قانون نمی‌کند و گروه شیلدی هم در کار نخواهد بود و اورتن باید با بردن بیگ شو بدون هیچ کمکی ثابت کند که چهره و اعتبار دبلیودبلیوئی است. اورتن ناراحت شد و پاسخ داد که اینکار را با اعتماد انجام می‌دهد.
دیگر مسابقه در سروایور سریز بر سر کمربند قهرمانی سنگین‌وزن جهان است که طی آن جان سینا قهرمان کنونی مقابل آلبرتو دل ریو قرار می‌گیرد. بعد از آسیب دیدگی که از ناحیه آرنج برای سینا پیش‌آمد، قرار شد تا او بمدت چهار ماه یا بیشتر دور از مسابقات بماند. اما در راو ۷ اکتبر ویکی گررو، جان سینا را رقیب دلریو در هل این ا سل اعلام کرد که این بازگشت زودتر از موعد باعث غافلگیری همه شد. در هل این ا سل، سینا دلریو را شکست داد تا برای سومین بار قهرمان کمربند سنگین‌وزن شده و به‌طور کلی چهاردهمین عنوان قهرمانی خود را بدست آورَد. در اسمکداون ۵ نوامبر (که در ۸ نوامبر پخش شد)، ویکی اعلام کرد که در سروایور سریز مسابقه مجددی بین دلریو و سینا برگزار می‌شود.

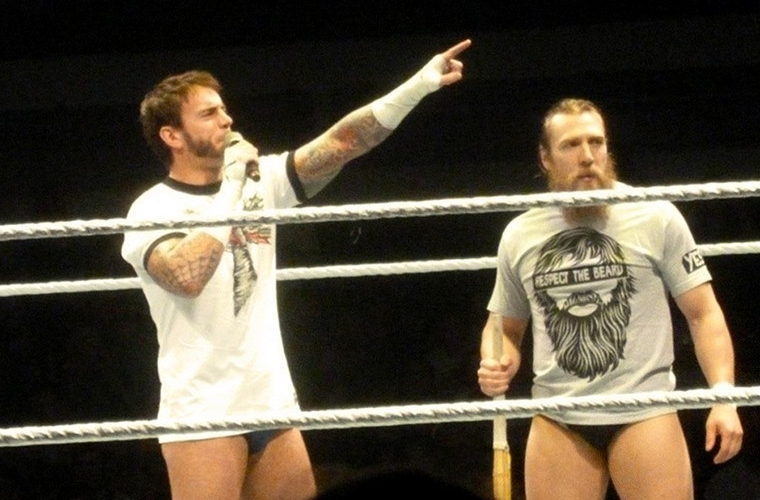
سی ام پانک و دنیل براین با هم متحد شدند تا در سروایور سریز مقابل خانواده وایِت قرار گیرند

دیگر رقابت مهم در دبلودبلوئی بین سی ام پانک و دنیل براین در مقابل خانواده وایت بود؛ یک خانواده مبهم و کالت (به انگلیسی: Cult) برآمده از جنگل و متشکل از لوک هارپر و اِریک رووان و به رهبری بری وایت. آن‌ها از روز شروع کارشان در دبلیودبلیوئی در ماه ژوئیه به ستارگان زیادی از جمله کین، کوفی کینگستون و د میز حمله کرده‌اند و در همه آن‌ها بری وایت موعظه‌ها و آرمان‌های خودش را ستایش کرده‌است. در قسمت ۲۸ اکتبر راو، خانواده وایت در پشت صحنه به دنیل بر این حمله کرده و او را براهی بیمارستان کردند، سپس در همان شب آن‌ها در رینگ به سی ام پانک حمله‌ور شدند. بعد از اینکه پانک و بر این هر کدام در هفته‌های بعد به کمک یکدیگر آمدند و مقاومت نشان دادند، دشمنیشان با خانواده وایِت تا چند هفته در راو و اسمکداون ادامه پیدا کرد تا اینکه در ۱۲ نوامبر در WWE.com رسماً اعلام شد که پانک و بر این در یک مسابقه تگ تیم در سروایور سریز به مصاف اِریک رووان و لوک هارپر می‌روند.
طبق رسم معمول پی-پر-ویوهای کمپانی، مسابقات تگ تیم نابودی(به انگلیسی: elimination tag team match) هم برگزار می‌شود که در مسابقه اول (که در ۱۸ نوامبر در WWE.com اعلام شد) تیم پنج نفره‌ای متشکل از گروه شیلد(دین امبروز قهرمان ایلات متحده، رومن رینز و سث رالینز) و آمریکاییان حقیقی(جک سوئگر و آنتونیو سزارو به همراه مدیرشان یعنی زب کولتر) در مقابل قهرمانان تگ تیم دبلیودبلیوئی(کودی رودز و گلداست)، جیمی و جی یوسو و ری میستریویی قرار می‌گیرند که بازگشتی غافلگیرکننده در راو ۱۸ نوامبر ۲۰۱۳ داشت.
دومین مسابقه تگ تیم نابودی (که در راو ۱۸ نوامبر اعلام شد) مسابقه بین ناتالیا، دوقلوهای بِلا (نیکی و بری)، دِ فانکاداکتیلز (نائومی و کامرون)، ایوا مِری و جوجو در مقابل ای جی لی قهرمان کمربند دیواز، تأمینا اسنوکا، کیتلین، آلیشا فاکس، روزا مِندِز، آکسانا و سامر رِی است. ریشه شکل‌گیری این مسابقه از توهین ای جی به ناتالیا و دیگر کسانی که در برنامه توتال دیواز حضور یافتند بود.
همچنین مسلبقه‌ای دیگر بین کوفی کینگستون و د میز تعیین شد که به عنوان مسابقه آغازین برگزار شود. در راو ۱۸ نوامبر ۲۰۱۳، د میز که یار کینگستن در مقابل آمریکاییان حقیقی بود به او پشت کرد تا به چهره منفی(Heel) تبدیل شود و سوئگر فن مچ پا را روی کینگستن پیاده کرده او را ببَرَد.
همچنین در راو ۱۸ نوامبر ۲۰۱۳، بیگ ای لنگستن در مسابقه‌ای که برای کمربند قهرمانی بین قاره‌ای با کورتیس اکسل داشت او را شکست داد تا قهرمان جدید این کمربند شود. دو روز بعد در WWE.com، تریپل اچ تأیید کرد که لنگستن در سروایور سریز باید از کمربندش مقابل اکسل دفاع کند.

## شرح مسابقات و رویدادها

### شرح مسابقات
مسابقه بین میز و کوفی کینگستون: در ابتدای مسابقه میز و کوفی کینیگستون با هم دست می‌دهند. تمام جریان مسابقه در دست کوفی کینگستون است او بعد از این که موفق نشد حرکت پایانی اش را انجام دهد چند ضربه سنگین وارد کرد اما هر مرتبه که برای اتمام کار می‌رفت میز شکست نمی‌خورد. در آخر برای ضربه به سر او به سمتش می‌رود و با رول ناگهانی میز شکست می‌خورد. مدت زمان این مسابقه حدود ۹ دقیقه شد.
مسابقه سنتی تگ تیم نابودی ۵ به ۵ سروایور سریس بین تیم آمریکاییان اصیل و گروه شیلد مقابل تیم ری میستریو: در اواخر مسابقه که فقط رومن رینز از طرف گروه خود مانده بود با انجام حرکت نیزه روی ری میستریو که او هم تنهاترین فرد باقی ماندهٔ آن گروه بود، توانست مسابقه را به نفع گروه خود به اتمام برساند. رومن رینز در طول مسابقه ۴ نفر را حذف کرد و این یک رکورد جدید در این زمینه بود. مدت زمان این مسابقه حدود ۶ دقیقه شد.
مسابقه بیگ ای لنگستون (قهرمان کمربند بین قاره‌ای) در مقابل کورتیس اکسل سر کمربند بین قاره‌ای: بیگ ای لنگستون Big Ending را انجام داد و اکسل را پین کرد. مدت زمان این مسابقه حدود ۶ دقیقه شد.
جاش متیوز، برت هارت و میک فولی و بوکرتی را به همراه تعداد قهرمانی‌های جهانیشان معرفی می‌کند ولی هنگامی که خواست سؤالی از آن‌ها بپرسد رایبک وارد می‌شود و می‌گوید او باید امشب مسابقه دهد چون او می‌تواند هر کس را نابود کند. رایبک آماده ورود حریف بود که ناگهان تم ورود مارک هنری اجرا شد! مارک هنری پس از یک بار انجام World's Strongest Slam رایبک را شکست داد. مدت زمان این مسابقه حدود ۵ دقیقه شد.
مسابقه جان سینا (قهرمان کمربند سنگین‌وزن) در مقابل آلبرتو دل ریو سر کمربند قهرمانی سنگین‌وزن: سینا از Cross armbreaker به سختی خلاص شد و دل ریو در انجام Cross armbreaker مجدد ناموفق بود و سینا سریعاً او را بلند کرد و Attitude Adjustment را انجام داد و برنده شد. مدت زمان این مسابقه حدود ۱۹ دقیقه شد.
مسابقه سی ام پانک و دنیل برایان در مقابل تیم خانواده وایت (لوک هارپر و اِریک رووِن) (همراه با بری وایت): هارپر و پانک در رینگ اند و بیش تر جریان در دست پانک است. اریک روون می‌خواهد به سی ام پانک حمله کند اما دنیل برایان حرکت Busaiku Knee را انجام می‌دهد و پانک هم روی لوک هارپر GTS می‌زند و مسابقه را به نفع تیم خود به اتمام می‌رساند. مدت زمان این مسابقه حدود ۱۷ دقیقه شد.

### شرح مهم‌ترین مسابقه
مهم‌ترین مسابقه بین رندی اورتون (قهرمان کمربند WWE) در و بیگ شو سر کمربند WWE می‌باشد. بیگ شو و رندی ارتون در بین تماشاگران درگیر اند، بیگ شو ko punch را وارد می‌کند و رندی را برای اتمام کار به رینگ می‌برد اما ناگهان تریپل اچ و استفانی مکماهون وارد می‌شوند و حواس بیگ شو را پرت می‌کنند و رندی RKO می‌زند ولی در اتمام کار موفق نمی‌شود. بعد از چند لحظه رندی اورتون بلند می‌شود و Running punt kick را انجام می‌دهد و بیگ شو را پین می‌کند. بعد از مسابقه رندی ارتون کمربند را در دست داشت که جان سینا وارد می‌شود و کمربند سنگین‌وزن را به رخ ارتون می‌کشد و در حالی که هر دو کشتی‌گیر کمربند را بالا گفتند و تریپل اچ و ا. مکماهون و کین در حال تمشای صحنه هستند شو تمام می‌شود. این مسابقه حدود ۱۲ دقیقه به طول انجامید.

## نتایج
| شماره         | مسابقه | نوع مسابقه                                       | مدت زمان |
| ------------- | --- | ------------------------------------------------ | -------- |
| مسابقه آغازین | د میز پیروز مقابل کوفی کینگستون | مسابقه تک نفره                                   | ۸:۳۵     |
| ۱             | گروه شیلد(دین امبروز، سث رالینز و رومن رینز) و آمریکاییان حقیقی(جک سوئگر و آنتویو سزارو) پیروز مقابل کودی رودز و گُلداست، اوسوز (جیمی و جی اوسو) و ری میستریو                                          | مسابقه سنتی تگ تیم نابودی سروایور سریز           | ۲۳:۲۳    |
| ۲             | بیگ ای لنگستن (قهرمان کنونی) پیروز مقابل کورتیس اکسل | مسابقه تک نفره بر سر کمربند قهرمانی بین قاره‌ای   | ۵:۵۷     |
| ۳             | تیم توتال دیواز (ناتالیا، دوقلوهای بِلا (نیکی و بری)، دِ فانکادَکتیلز (نائومی و کامرون)، ایوا مِری و جوجو پیروز مقابل تیم ای جی(ای جی لی، تأمینا اسنوکا، کیتلین، آلیشا فاکس، روزا مِندِز، آکسانا و سامر رِی) | مسابقه سنتی تگ تیم نابودی سروایور سریز           | ۱۱:۳۳    |
| ۴             | مارک هنری پیروز مقابل رایبک | مسابقه تک نفره                                   | ۴:۴۸     |
| ۵             | جان سینا (قهرمان کنونی) پیروز مقابل آلبرتو دل ریو | مسابقه تک نفره برای کمربند قهرمانی سنگین‌وزن جهان | ۱۸:۴۸    |
| ۶             | سی ام پانک و دنیل براین پیروز مقابل خانواده وایت (لوک هارپر و اِریک رووان) (با همراهی بری وایت) | مسابقه تگ تیم                                    | ۱۶:۵۱    |
| ۷             | رندی اورتِن (قهرمان کنونی) پیروز مقابل بیگ شو | مسابقه تک نفره برای کمربند قهرمانی دبلیودبلیوئی  | ۱۱:۱۰    |

### مسابقات نابودی سروایور سریز
1
| Elimination  | Wrestler                                  | Team                                      | Eliminated by                             | Elimination move                                                        | Time                                      |
| ------------ | ----------------------------------------- | ----------------------------------------- | ----------------------------------------- | ----------------------------------------------------------------------- | ----------------------------------------- |
| ۱            | Dean Ambrose                              | Team Shield/Real Americans                | Cody Rhodes                               | Pinned with a Roll-up                                                   | ۲:۱۳                                      |
| ۲            | Jack Swagger                              | Team Shield/Real Americans                | Jey Uso                                   | Pinned after a Tiger Feint kick and a aerial techniques Superfly Splash | ۸:۱۲                                      |
| ۳            | Antonio Cesaro                            | Team Shield/Real Americans                | Cody Rhodes                               | Pinned with a Sunset flip                                               | ۹:۵۸                                      |
| ۴            | Jimmy Uso                                 | Team Mysterio                             | Roman Reigns                              | Pinned after a Spear                                                    | ۱۴:۳۳                                     |
| ۵            | Cody Rhodes                               | Team Mysterio                             | Roman Reigns                              | Pinned after a Spear                                                    | ۱۵:۴۳                                     |
| ۶            | Jey Uso                                   | Team Mysterio                             | Seth Rollins                              | Pinned after a Blackout                                                 | ۱۶:۴۷                                     |
| ۷            | Seth Rollins                              | Team Shield/Real Americans                | Rey Mysterio                              | Pinned with a Rana pin                                                  | ۱۹:۴۳                                     |
| ۸            | Goldust                                   | Team Mysterio                             | Roman Reigns                              | Pinned after a Spear                                                    | ۲۲:۵۸                                     |
| ۹            | Rey Mysterio                              | Team Mysterio                             | Roman Reigns                              | Pinned after a Spear                                                    | ۲۳:۲۳                                     |
| Survivor(s): | Roman Reigns (Team Shield/Real Americans) | Roman Reigns (Team Shield/Real Americans) | Roman Reigns (Team Shield/Real Americans) | Roman Reigns (Team Shield/Real Americans)                               | Roman Reigns (Team Shield/Real Americans) |

2
| Elimination  | Wrestler                              | Team                                  | Eliminated by                         | Elimination move                                                   | Time                                  |
| ------------ | ------------------------------------- | ------------------------------------- | ------------------------------------- | ------------------------------------------------------------------ | ------------------------------------- |
| ۱            | Alicia Fox                            | Team AJ                               | Naomi                                 | Pinned after a Split-legged moonsault                              | ۱:۲۴                                  |
| ۲            | Cameron                               | Total Divas                           | Rosa Mendes                           | Pinned after getting tripped head first onto the bottom turnbuckle | ۲:۲۸                                  |
| ۳            | Rosa Mendes                           | Team AJ                               | Nikki Bella                           | Pinned after a Bella Buster                                        | ۲:۴۵                                  |
| ۴            | Summer Rae                            | Team AJ                               | Nikki Bella                           | Pinned after a Single leg running dropkick                         | ۳:۲۷                                  |
| ۵            | Eva Marie                             | Total Divas                           | Kaitlyn                               | Pinned after a Fireman's carry gutbuster]]                         | ۴:۰۱                                  |
| ۶            | Naomi                                 | Total Divas                           | Kaitlyn                               | Pinned after a Fireman's carry gutbuster                           | ۴:۳۴                                  |
| ۷            | Kaitlyn                               | Team AJ                               | Brie Bella                            | Pinned after a Missile Dropkick                                    | ۵:۱۲                                  |
| ۸            | Brie Bella                            | Total Divas                           | Aksana                                | Pinned after a Divo Drop                                           | ۵:۴۲                                  |
| ۹            | Aksana                                | Team AJ                               | Nikki Bella                           | Pinned after a Argentine backbreaker drop]]                        | ۶:۰۴                                  |
| ۱۰           | JoJo                                  | Total Divas                           | AJ Lee                                | Pinned after a Samoan drop from Tamina Snuka                       | ۹:۲۸                                  |
| ۱۱           | Tamina Snuka                          | Team AJ                               | Natalya                               | Submitted to the Sharpshooter                                      | ۱۰:۵۱                                 |
| ۱۲           | AJ Lee                                | Team AJ                               | Natalya                               | Submitted to the Sharpshooter                                      | ۱۱:۳۳                                 |
| Survivor(s): | Natalya and Nikki Bella (Total Divas) | Natalya and Nikki Bella (Total Divas) | Natalya and Nikki Bella (Total Divas) | Natalya and Nikki Bella (Total Divas)                              | Natalya and Nikki Bella (Total Divas) |

## پسایند
شب بعد در راو، رندی اورتِن قهرمان دبلیودبلیوئی وارد رینگ شد تا با روسا (تریپل اچ و استفنی) در مورد اختلالی که در مسابقه او مقابل بیگ شو پیش آوردند صحبت کند که ناگهان جان سینا قهرمان سنگین‌وزن جهان وارد شده و اورتن را به مبارزه بر سر هر دو کمربند فراخواند. تریپل اچ این پیشنهاد را پذیرفت و آن را یک مسابقه میزها، نردبان‌ها و صندلی‌ها در تی‌ال‌سی اعلام کرد.
بعدتر در همان شب، بیگ ای لنگستن قهرمان بین قاره‌ای به همراه مارک هنری مقابل رایبک و کورتیس اکسل قرار گرفتند که آن‌ها را شکست دادند.
همچنین بعدتر در همان شب، گروه شیلد(دین امبروز قهرمان ایالات متحده، رومن رینز و سث رالینز) مقابل سه تن از رقبای خود در سروایور سریز شب پیش یعنی ری میستریو و قهرمانان تگ تیم(کودی رودز و گلداست) قرار گرفتند که بعد از اینکه امبروز، رودز را پین کرد بر آن‌ها پیروز شدند. بعدتر هم، پس از اینکه پانک و دنیل براین مقابل هر سه عضو خانواده وایت(بری وایت، لوک هارپر و اریک رووان) با تسلیم(Disqualification) پیروز شدند و خانواده وایت بر این را با خود بردند، گروه شیلد به سی ام پانک حمله کرد.
مسابقه مجددی هم بین د میز و کوفی کینگستون برگزار شد که باز هم میز پیروز از رینگ خارج شد.
مسابقه مجدد دیگر مسابقه ۷ به ۷ تگ تیم نابودی سرواور سریز بود که نتیجه آن به صورت زیر بود:
| Elimination  | Wrestler                                                     | Team                                                         | Eliminated by                                                | Elimination move                                             | Time                                                         |
| ------------ | ------------------------------------------------------------ | ------------------------------------------------------------ | ------------------------------------------------------------ | ------------------------------------------------------------ | ------------------------------------------------------------ |
| ۱            | Aksana                                                       | "True Divas"                                                 | Brie Bella                                                   | Pinned after a Bella Buster                                  |                                                              |
| ۲            | Rosa Mendes                                                  | "True Divas"                                                 | Nikki Bella                                                  | Pinned after a Double Trouble from both Nikki and Brie Bella |                                                              |
| ۳            | Naomi                                                        | Total Divas                                                  | Tamina Snuka                                                 | Pinned after a Superkick                                     |                                                              |
| ۴            | Cameron                                                      | Total Divas                                                  | Tamina Snuka                                                 | Pinned after a Samoan drop                                   |                                                              |
| ۵            | Tamina Snuka                                                 | "True Divas"                                                 | JoJo                                                         | Pinned after a by Natalya                                    |                                                              |
| ۶            | JoJo                                                         | Total Divas                                                  | Alicia Fox                                                   | Pinned after a Tilt-a-whirl backbreaker                      |                                                              |
| ۷            | Alicia Fox                                                   | "True Divas"                                                 | Eva Marie                                                    | Pinned with a Roll-up                                        |                                                              |
| ۸            | Kaitlyn                                                      | "True Divas"                                                 | Natalya                                                      | Submitted to a Sharpshooter                                  |                                                              |
| ۹            | Natalya                                                      | Total Divas                                                  | AJ Lee                                                       | Pinned with a Schoolgirl                                     |                                                              |
| ۱۰           | AJ Lee                                                       | "True Divas"                                                 | Brie Bella                                                   | Pinned after a Bella Buster                                  |                                                              |
| ۱۱           | Summer Rae                                                   | "True Divas"                                                 | Nikki Bella                                                  | Pinned after a Argentine backbreaker drop                    |                                                              |
| Survivor(s): | Eva Marie and The Bella Twins (Nikki and Brie) (Total Divas) | Eva Marie and The Bella Twins (Nikki and Brie) (Total Divas) | Eva Marie and The Bella Twins (Nikki and Brie) (Total Divas) | Eva Marie and The Bella Twins (Nikki and Brie) (Total Divas) | Eva Marie and The Bella Twins (Nikki and Brie) (Total Divas) |